# Vedema
Vedema är ett strövområde i Hässleholms kommun i Skåne.
Vedema strövområde är beläget på Hörjaåsen. Det finns några markerade stigar i området. De är mellan 0,5 och 5 kilometer långa men inte anpassade för barnvagn eller rullstol. Minst kuperad är vägen till Barsjön från den västra parkeringen. Ägare är O D Krooks donation och driften sköts av Stiftelsen Skånska Landskap.
Skåneleden passerar igenom området.
I Barsjön krävs inte fiskekort och fiskebryggan är lättillgänglig och det finns även en eka att låna. Fiske i Rökeån är däremot inte tillåtet.
Vid sjön finns lättillgängliga rastplatser med grill och ved. Utspridda i området finns ytterligare sex rastplatser och vid Stora Dammvägen en raststuga. På vintern är backarna i närheten av Barsjön bra för pulka och skidåkare.
Vedema har troligen fått sitt namn från områdets läge "vid maderna utmed ån" efter de uppodlade marker som en gång fanns här. Markerna kallades "mader" och där odlades mest foder åt djuren. Vedema hall är ett kuperat skogsområde med rasbranter på urbergsgrund.
I Vedema finns många jordvallar efter uppodlingen på 1800-talet och ruiner efter små torp. Vid Rökeån finns resterna av en gammal kvarn.